# St. Joseph (Berlin-Tegel)
Die katholische St.-Joseph-Kirche (ⓘ) ist eine der drei Kirchen in der katholischen Kirchengemeinde Herz-Jesu im Berliner Ortsteil Tegel. Sie ist in den Formen des Neuen Bauens auf die Funktion der einzelnen Teile des Baukörpers beschränkt und steht unter Denkmalschutz.

## Geschichte
Der Volksverein für das katholische Deutschland gründete am 23. November 1919 auf Anregung von Carl Sonnenschein in Berlin die katholische Spar- und Siedlungsgenossenschaft St. Joseph e.G.m.b.H. Ihr Ziel war, die Wohnungsnot zu lindern und das Wohnungselend zu beseitigen. Seit 1924 begann sie im Gebiet Tegel-Nord, wo auch Bruno Tauts Freie Scholle entstand, mit der Bautätigkeit. 1927 wurde ein Baugrundstück im Zentrum des Siedlungsgebiets vom Gesamtverband der katholischen Kirchengemeinden von Groß-Berlin von der Siedlungsgenossenschaft angekauft, auf dem später die Kirche errichtet wurde, deren Baukosten einschließlich der Innenausstattung 70.000 Reichsmark betragen sollten. Da es in den ersten Jahren des Bestehens der Siedlung während der Weltwirtschaftskrise und der Zeit der Arbeitslosigkeit nicht möglich war eine Kirche zu errichten, entschloss man sich, zunächst eine Notkirche in einer nicht genutzten Werkstatt einzurichten, die am 25. Dezember 1931 eingeweiht wurde.
Die Kirche wurde in den Jahren 1932/1933 erbaut. Nach dem ersten Spatenstich am 7. August 1932 und der Grundsteinlegung durch Domkapitular Paul Weber am 2. Oktober 1932 konnte die Kirche bereits am 19. Februar 1933 durch Generalvikar Paul Steinmann geweiht werden. Am 1. November 1933 wurde die Kirchengemeinde St. Joseph als Pfarrverband mit Herz Jesu errichtet, am 1. Juli 1939 erhielt St. Joseph den Status einer Kuratie und wurde am 8. Februar 1941 zur selbständigen Pfarrei erhoben.
Bei einem Luftangriff am 26. November 1943 stürzte die Kirchendecke ein, was einen schnellen Wiederaufbau unmöglich machte. Deshalb wurde die Notkirche wieder hergerichtet und am 23. Juli 1944 erneut eingeweiht. 1946 wurde eine Baracke auf dem Kirchengrundstück zur Kapelle und Sakristei ausgebaut. Erst am 17. Dezember 1950 wurde die Kirche nach dem Wiederaufbau erneut eingeweiht.
Am 30. Juni 2004 kehrte die Gemeinde zu Herz Jesu zurück und bildet durch Fusion mit der Herz-Jesu Kirche in Alt-Tegel als Pfarrkirche und St. Marien in Heiligensee die Katholische Kirchengemeinde Herz Jesu.

## Baubeschreibung

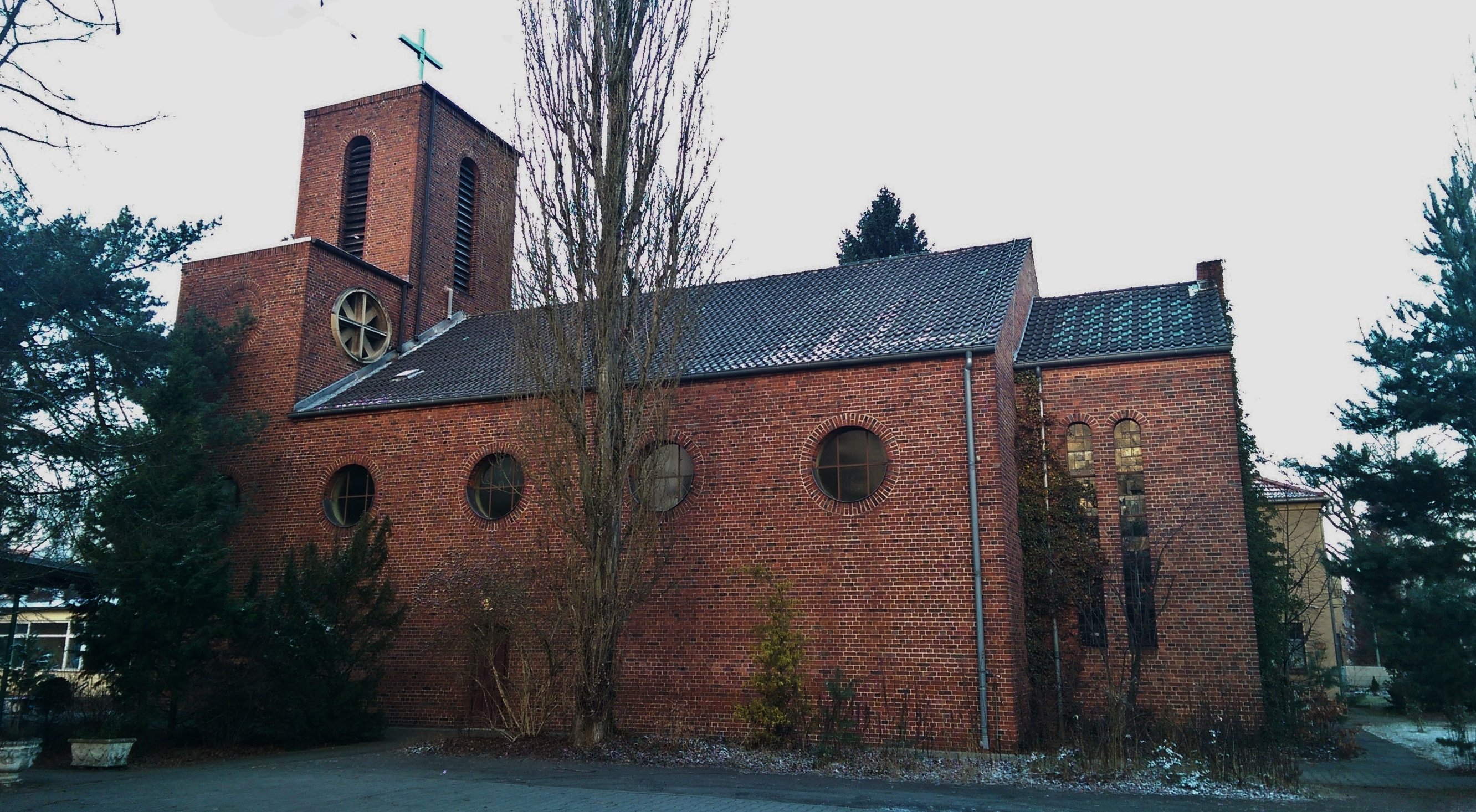
Südansicht im Jahr 2014

Der Architekt Josef Bischof distanzierte sich mit St. Joseph von seinen etwas historistischen Kirchen St. Salvator in Lichtenrade und St. Alfons in Marienfelde. Die einfache Saalkirche ist ein Mauerwerksbau, der mit roten Ziegeln im Kreuzverband verblendet ist. Das Langhaus ist mit einem Satteldach bedeckt. Der rechteckige, stark eingezogene Chor unter niedrigerem Dachfirst hat einen Anbau für die Sakristei. Unter dem Chor, auf der linken Seite, befindet sich eine kleine Kapelle mit Taufbecken. Über dem Eingangsvorraum befindet sich die Empore für die Orgel. Die Eingangsseite besteht aus einem flachgedeckten Querriegel in Höhe des Dachfirstes des Langhauses. Über dem mittleren Teil erhebt sich der Glockenturm mit hohen rundbogigen Klangarkaden auf jeder Seite. In der Glockenstube hängt eine Bronzeglocke, die 1933 in der Glockengießerei Otto hergestellt wurde. Sie wiegt rund 300 kg, hat einen Durchmesser von 80 und eine Höhe von 67 cm und trägt die Inschrift REDEMPTOR NOSTER JESUS CHRISTUS VIA VERITAS ET VITA / SALVA NOS ET POST HOC EXILIUM DUC NOS IN VITAM AETERNAM. Otto hatte 1933 zwei Glocken geliefert. Die andere Glocke wurde im Zweiten Weltkrieg eingeschmolzen.

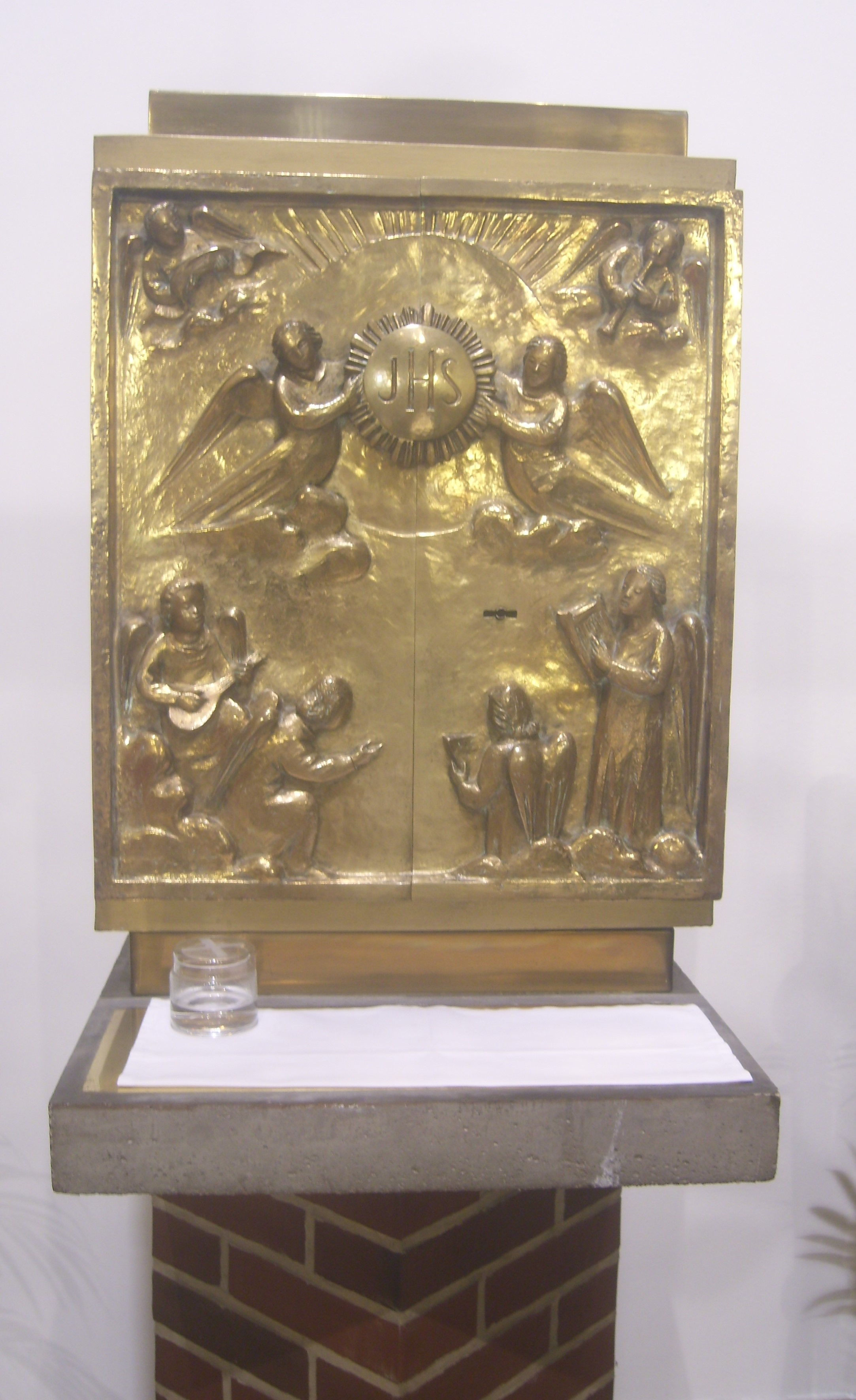
St. Joseph-Kirche, Berlin-Tegel, Tabernakel

Über dem mit Kunststein umrahmten Portal in der Fassade befindet sich eine Skulptur des Josef von Nazaret, dem Schutzpatron der Kirche, die Josef Thorak schuf. Das Langhaus hat auf beiden Seiten fünf hochliegende Kreisfenster mit einem Durchmesser von 160 cm. Sie enthalten die Porträts der vier Evangelisten Matthäus, Markus, Lukas und Johannes, der vier Kirchenväter Ambrosius, Hieronymus, Augustinus und Gregor der Große und der beiden Apostel Petrus und Paulus. Der Querriegel hat außen an jeder der drei Seiten ein großes Radfenster. Die Seitenfenster im Altarraum zeigen die Darstellung der Geburt Jesu.
Der Innenraum ist mit einer Holzbalkendecke versehen. In der Breite des Chors liegt die Decke um die Stärke eines Balkens höher, eine Reminiszenz an eine Basilika. Der Fußboden ist mit Solnhofener Plattenkalk belegt. Nach dem 2. Vatikanischen Konzil wurde der Altarraum umgestaltet. Hochaltar, Kommunionbank und Kanzel wurden abgebaut. Der Tabernakel, bisher auf dem Hochaltar, wird nunmehr von einem Pfeiler getragen. An Stelle der ehemaligen Kanzel steht ein Ambo, der aus der früheren Kommunionbank hergestellt wurde. Der neue Altar wurde den Seitenaltären angepasst, zwei rote Klinkerpfeiler tragen eine Platte. Die beiden Seitenaltäre sind der Mutter Gottes und dem heiligsten Herzen Jesu geweiht.
Aus Anlass des 25-jährigen Jubiläums der Kirche wurden die Altarwände mit neuen keramischen Bildern anstelle der zerstörten Plastiken geschmückt. 1952 wurde eine Joseph-Figur, 1999 ein neues Altarkreuz von Paul Brandenburg angeschafft.